# فینال جام یوفا ۱۹۸۳
فینال جام یوفا ۱۹۸۳، رقابت پایانی جام یوفا در سال ۱۹۸۳ میلادی است که مابین دو تیم باشگاه فوتبال اندرلشت و باشگاه فوتبال بنفیکا برگزار شده‌است.
این مسابقه که در تاریخ‌های ۴ مه ۱۹۸۳ و ۱۸ مه ۱۹۸۳ انجام شده‌است در مجموع با نتیجه ۲ بر ۱ به سود باشگاه فوتبال اندرلشت به پایان رسید.